# 趙允義
赵允义（1895年1月—1961年5月25日），字宜斋，绥远省归绥縣（今内蒙古呼和浩特）人。中华民国政治人物。民國37年（1948年）在綏遠省選區當選第一屆立法委員。

## 生平[2][3]
生于1895年（清光绪二十一年）。北京中国大学毕业。曾任绥远省立第一中学校长，后来创办私立正风中学并任校长。1933年，在任中国国民党綏远省党部执行委员、常务委员。1935年11月，任中国国民党第五届候补中央执行委员。1945年5月，任中国国民党第六届中央执行委员，并且任华北党务办事处委员兼察绥区主任，国民政府军事委员会军风纪第一、第二巡察团委员。1946年11月当选制宪国民大会中国国民党代表。1947年3月1日，任国民政府立法院第四届立法委员。1948年，当选行宪第1届正选立法委员。后来赴台湾，继续担任立法院立法委员。
1961年5月25日病故